# München Harras (przystanek kolejowy)
München-Harras – przystanek kolejowy w dzielnicy Sendling w Monachium, w kraju związkowym Bawaria, w Niemczech. Węzeł komunikacyjny Am Harras jest tak nazywany, gdyż dawniej mieściła się w tej okolicy restauracja Roberta Harrasa. Znajduje się tu 1 peron. Znajduje się tu również stacja metra.